# أكرض (آيت فالاس)
أكرض هو دُوَّار يقع بجماعة آيت وادريم، إقليم شتوكة آيت باها، جهة سوس ماسة في المملكة المغربية. ينتمي الدوّار لمشيخة آيت فالاس التي تضم 32 دوار. يقدر عدد سكانه بـ 57 نسمة حسب الإحصاء الرسمي للسكان والسكنى لسنة 2004.

## روابط خارجية
- البوابة الوطنية للجماعات الترابية
- المندوبية السامية للتخطيط